# Matadepera
Matadepera település Spanyolországban, Barcelona tartományban. Lakosainak száma 9815 fő (2024).

## Földrajza
Matadepera Mura, Sant Llorenç Savall, Castellar del Vallès és Terrassa községekkel határos.

## Népesség
A település lakosságának változását az alábbi diagram mutatja:
| Lakosok száma | 120  | 574  | 695  | 733  | 3493 | 7711 | 8616 | 8841 | 9326 | 9815 |
|               | 1717 | 1887 | 1936 | 1960 | 1986 | 2004 | 2009 | 2014 | 2019 | 2024 |